# Batalla de Mysunde
La Batalla de Mysunde tuvo lugar el 2 de febrero de 1864, siendo la primera batalla entre el ejército aliado austroprusiano y el ejército danés en la segunda guerra de Schleswig. La vanguardia prusiana formada por 10,000 hombres intentó atravesar y flanquear las defensas danesas en Danevirke, pero fueron rechazadas por la guarnición de la fortificación y dos batallones del ejército danés.

## Trasfondo
La opinión pública danesa esperaba que la próxima guerra con los aliados alemanes tuviera lugar en el Danevirke, colocando una fe casi mitológica en la inexpugnabilidad del sistema de fortificaciones. En la práctica, el sistema de fortificaciones estaba en mal estado por falta de mantenimiento. No se había construido ni barracones para los soldados, ni carreteras, y ni siquiera se había situado obstáculos en frente de las fortificaciones. Como resultado, cuándo el ejército danés ocupó las posiciones en enero, hubo mucho trabajo que hacer, con las heladas de invierno dificultando las tareas de excavación. Además, la línea de fortificaciones en Danevirke era demasiado larga para poder ser defendida por el ejército danés de 38,000 hombres.
Mysunde era un pequeño pueblo de pescadores de aproximadamente dos docenas de casas en el lado sur del Schlei. Era una parte de las fortificaciones orientales de Danevirke, pero la verdadera importancia de la posición se debía a la angostura del Schlei al llegar a este punto. Esto significaba que era uno de los pocos puntos donde el flanco oriental del Danevirke no era impenetrable debido a obstáculos naturales. Consiguientemente, el defensa de la posición era de gran importancia estratégica ; una ruptura en el punto de cruce permitiría a los prusianos envolver y rodear a las fuerzas danesas en Danevirke, mientras los austríacos mantuvieran a los daneses inmóviles en sus posiciones.

## Operaciones de la mañana
El Ier Cuerpo prusiano bajo el mando del príncipe Friedrich Karl de Prussia había empezado su avance a las 08:00 de la mañana del 2 de febrero, con el propósito de tomar las posiciones danesas en Kochendorf. Sin embargo, los prusianos pronto descubrieron que el ejército danés no tenía ninguna intención de defender Kochendorf y había retrocedido hacia el norte. Hacia las 8:45, la vanguardia informó de que Kochendorf estaba en manos prusianas. Inmediatamente de tomó la decisión de seguir empujando y capturar Mysunde. Tres Brigadas quedaron en reserva, mientras el resto del Cuerpo continuó su avance. Hacia las 10 en punto, el mayor v. Krohn al mando del batallón de fusileros del 24.º Regimiento aparecía a la vista de las posiciones danesas en Mysunde.

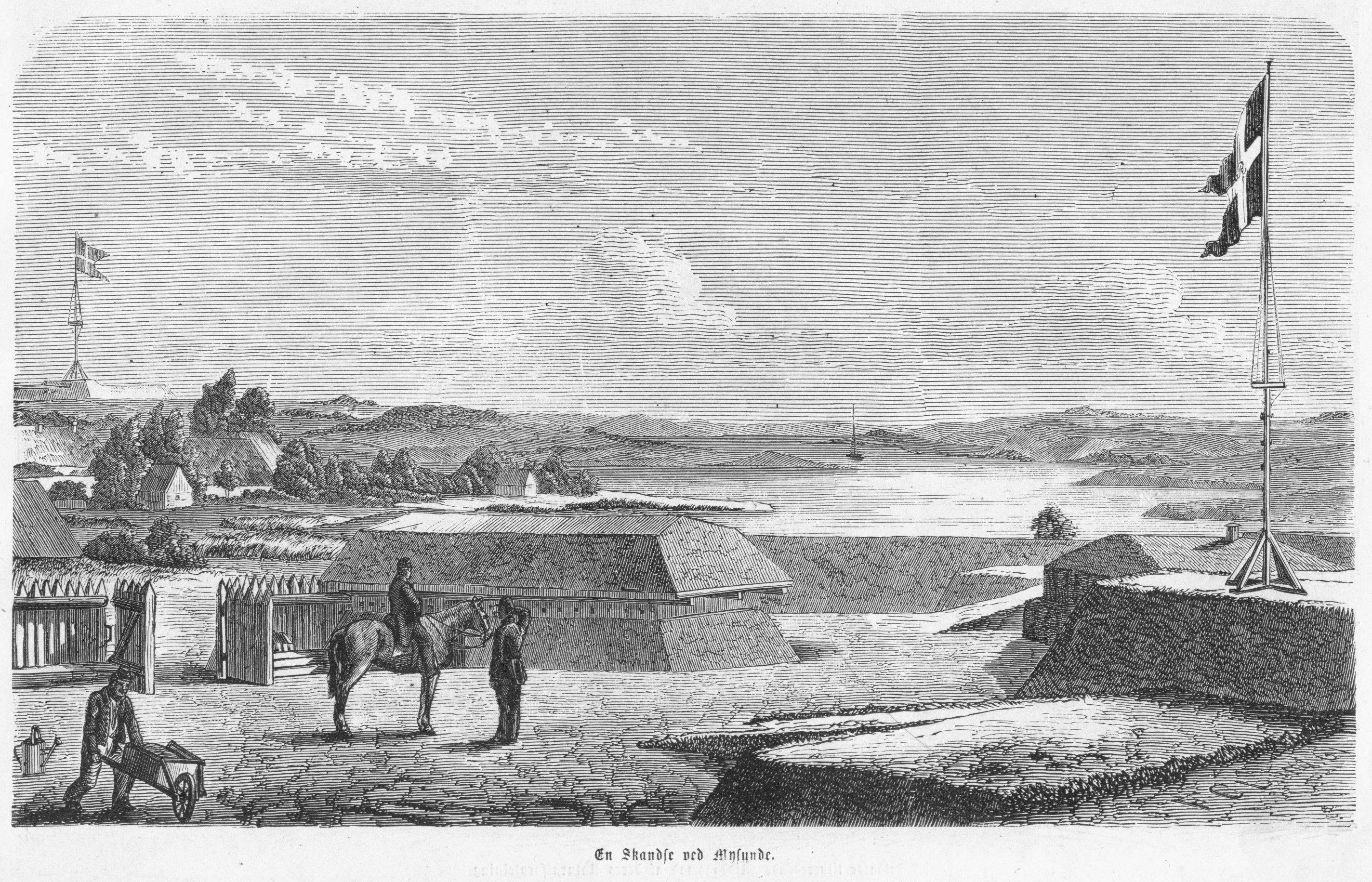
Un bastión en Mysunde

La posición danesa en Mysunde era esencialmente una serie de bastiones situados alrededor del pueblo. Los dos bastiones más importantes, llamados A y B, estaban emplazados a ambos lados de la carretera del sur que se dirigía al pueblo. La posición estaba defendida por el 6.º batallón de fortificación dirigido por el capitán Hertel, quién tenía a su disposición 20 cañones y aproximadamente 100 hombres, así como el 1er batallón del 18.º Regimiento. El bastión A tenía 4 cañones de 24 libras y 4 de 12 libras, mientras el bastión B tenía 4 cañones de 24 libras y 2 de 12 libras. Todo los cañones daneses eran anima lisa, un tipo anticuado comparado con los más precisos y de mayor alcance cañones de retrocarga y ánima rayada usados por los prusianos. La 3.ª Brigada estaba vibaqueando 11 km al norte de Mysunde en reserva.

## Escaramuzas iniciales de infantería
La vanguardia prusiana estaba encabezada por tre batallones de fusileros del 13.º, 15.º, y 24.º regimientos, así como el 1.º batallón del 60.º Rrgimiento, y el batallón de rifles de Westfalia. La avanzada se topó con un puesto avanzado danés cerca de Langsø cerca de las 10:30. Después de un breve pero intenso tiroteo, las tropas danesas se retiraron hacia Mysunde.
La densa niebla presente aquella mañana hizo extremadamente difícil el determinar los movimientos del enemigo, y consiguientemente sólo se dispararon unos pocos tiros de los cañones daneses en los bastiones contra las fuerzas prusianas que se acercaban a Mysunde. A las 11:30, el 1er batallón del 3er regimiento danés llegó a Mysunde bajo el mando del capitán Arntz, y junto con un escuadrón de dragones, la fuerza llevó a cabo un reconocimiento delante de los bastiones. Mil pasos delante de los bastiones se encontraron con los batallones de fusileros de los regimientos 15º y 24º y se vieron bajo un intenso fuego. El lugarteniente Hagemann del 24.º regimiento se convertía en el primer oficial prusiano en morir, al tiempo que el mayor v. Krohn lideraba al batallón de fusileros en una carga a bayoneta que hizo retroceder a los daneses. Con varios oficiales heridos o muertos, el capitán Arntz ordenó a su batallón tomar posición en los bastiones. Es sólo al llegar a este punto, que los comandantes daneses se dieron cuenta de que no se enfrentaban solo a una fuerza de reconocimiento, sino a un asalto contra las fortificaciones.
Habiendo hecho retroceder a las tres compañías del batallón del capitán Arntz, los fusileros prusianos continuaron su avance, ocupando en el flanco derecho una valla a solo unos cientos de metros del bastión B y otra cobertura a unos 200-250 metros de la parte central de la posición danesa. Hubo un intercambio de fuego entre los atacantes prusianos y los defensores daneses, con escasa protección para ambos bandos debido al deplorable estado de las trincheras. Testimonios presenciales daneses de la batalla describen como tenían que tumbarse en el suelo sobre su vientre en la tierra congelada mientras intercambiaban fuego con los prusianos.

## Duelo de artillería
Alrededor de las 12:00, la artillería prusiana había empezado a llegar delante de Missunde y se desplegó en un cerro delante de la posición con una batería de 24 cañones de 6 libras y 24 howitzers. A las 12:45 abrieron fuego sobre los bastiones, seguidos poco después por 16 cañones adicionales de la artillería de reserva. Con su superioridad numérica, el mando prusiano esperaba suprimir o hacer retroceder a las tropas de la fortificación danesa por puro volumen de su fuego.
Tuvo lugar entonces un intenso duelo de artillería entre los 20 cañones daneses de los bastiones y los 64 cañones prusianos del cerro (una batería prusiana llegó a disparar más de 300 salvas). Sin embargo, la niebla hizo el identificar y apuntar a las posiciones enemigas algo imposible. Cuando el humo de los cañones se mezcló con la niebla y oscurecio aún más los hitos del terreno, los artilleros en ambos lados se vieron pronto apuntando al centelleo del fuego de cañón de sus adversarios.

## El avance de la infantería prusiana
Desde sus posiciones en las trincheras, la infantería prusiana estaba causando bajas significativas entre los artilleros daneses, particularmente en el expuesto bastión B. La 3.ª brigada danesa había recibido órdenes para reforzar Mysunde cuando la artillería abrió fuego, pero se encontraba todavía demasiado lejos como para poder ayudar. Dos compañías del 2.º Battalion del 3.º regimiento que habían estado estacionadas en la costa al nordeste del pueblo fueron enviadas a toda prisa hacia el sur, mientras la 10.ª batería del ejército danés había llegado al mediodía y había sido estacionada en los bancos occidentales del Schlei (aunque al final la batería no jugó ningún papel significativo en la batalla).
Para reducir el volumen de fuego sobre el bastión B, una compañía del 18.º Regimiento intentó hacer retroceder a los fusileros prusianos que se estaban protegiendo en las vallas que había en frente del bastión, pero el asalto fue rechazado por el devastador fuego procedente de las posiciones prusianas.
La infantería prusiana empezó un avance sistemático hacia los bastiones daneses, mientras la artillería prusiana era adelantada a una posición a 700 metros de los bastiones. Tres de los cañones daneses en el bastión B quedaron inoperativos, pero la mayoría de los proyectiles prusianos pasaron sobre las posiciones danesas impactando al pueblo donde la mayoría de los edificios empezaron a arder. En sus posiciones expuestas, la artillería prusiana también sufrió graves perdidas. Resultaba claro que los prusianos estaban preparando un asalto general contras las fortificaciones danesas. Los múltiples intentos por parte de la infantería prusiana para formar para el asalto y avanzar a través del terreno abierto delante de las fortificaciones se encontró con disparos de metralla y fuego cruzado proveniente de los bastiones daneses, forzando a los daneses a retirarse en busca de cobertura o permanecer tumbados en el suelo. La infantería prusiana fue capaz de avanzar hasta la rivera del Schlei en el flanco derecho de las posiciones danesas; pero aquí otra vez el intenso fuego de mosquete de la infantería danesa repulsó el ataque.
Se esperaba un asalto general prusiano en cualquier momento. Para enfrentarse a esta amenaza, dos cañones del lado oeste del río se redesplegaron para cubrir la carretera central que llevaba a Mysunde. La infantería danesa recibió órdenes para prepararse para un contraataque a bayoneta, por si los prusianos llegaran a alcanzar las fortificaciones.
Sin embargo, al encontrarse con la feroz resistencia de los daneses, los prusianos decidieron retirarse, al resultar claro que la única manera de tomar Mysunde sería mediante un ataque frontal en la posición y, aunque los prusianos probablemente tenían la superioridad numérica necesaria para vencer, el número de bajas habría sido alto - un resultado inaceptable para el alto mando prusiano en este conflicto tan políticamente sensible. A las 16:00, las fuerzas prusianas emprendieron la retirada.

## Conclusión
El ejército danés sufrió la pérdida de 9 oficiales y 132 soldados entre muertos y heridos en la batalla mientras los prusianos perdieron 12 oficiales y 187 soldados. La mayoría de bajas prusianas fueron del batallón de fusileros del 15.º Regimiento (60 hombres) y el 2.º Batallón del 60.º Regimiento (40 hombres). Se pactó una tregua para enterrar a los muertos y recuperar a los heridos. La tregua permitió a los prusianos recuperar una compañía de alrededor de 100 hombres que se había adelantado demasiado y que se encontraban atrapados en una precaria posición demasiado cercana a las posiciones danesas. Su huida debido a la tregua enfureció a los soldados daneses, a pesar de que también les divirtiera el ver a los prusianos "...huyendo tan rápidamente como podían".
El ejército prusiano había sido rechazado, pero el príncipe Carl Friedrich intentó convertir la derrota en algo positivo enfatizando la dificultad del terreno y alabando el gallardía de sus hombres. La batalla fue importante porque fue la primera prueba del nuevo ejército prusiano después de las reformas de Albrecht Graf von Roon, Edwin von Manteuffel y Helmuth von Moltke. A pesar de la derrota, se consideró que tanto la infantería como la artillería prusianas tuvieron un buen rendimiento durante la lucha.
Para los daneses, la exitosa defensa de la posición impidió que el ejército danés fuera rodeado y atrapado en Danevirke. La victoria aumentó la moral tanto de las tropas como del público en general, pero desafortunadamente también fortaleció la percepción del Danevirke como una línea de defensa impenetrable. Consiguientemente, la victoria aquí incrementó el sentimiento de ultraje entre la población civil cuándo sólo cuatro días más tarde el general de Meza ordenó al ejército danés retirarse de Danevirke. El general Gerlach que estuvo al mando de la 1.ª División que defendía Mysunde asumió a regañadientes el mando global del ejército danés después de que se le quitara el mando a De Meza.

## Citas
1. 1 2 3 4  Der Schleswig-Holsteinsche Krieg im Jahre 1864, Fontane
2. ↑  Den Dansk-Tydske Krig 1864, Generalstaben. This is the official account of the war as reported by the Danish High Command
3. 1 2 3 4 5  Den Dansk-Tydske Krig 1864, Generalstaben
4. 1 2  Soldaterminder fra krigen i 1864 (the eyewitness accounts of Christian Hvelplund Madsen)
5. 1 2  En Løjtnant fra 1864 (the eyewitness accounts of Lieutenant P. E. M. Ramsing)
6. 1 2  Feltliv (based on the eyewitness account of the battle from Corporal H. P. Henriksen of the 18th Battalion)
7. ↑  General de Meza og Den Dansk-Tyske Krig 1864, Rasmussen